# Maagdentoren in Zichem

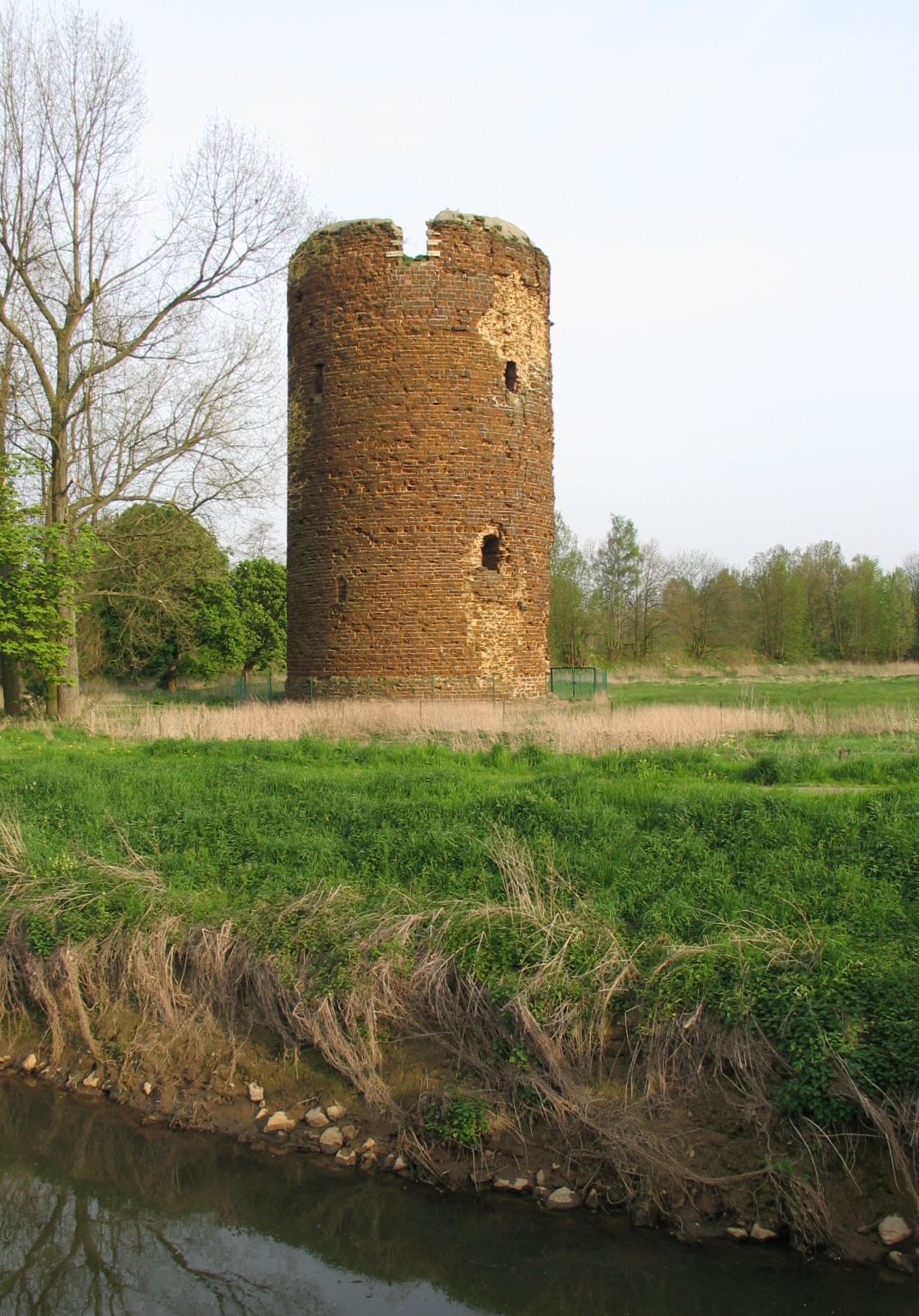
De Maagdentoren in mei 2006, vlak voor hij op 1 juni gedeeltelijk instortte

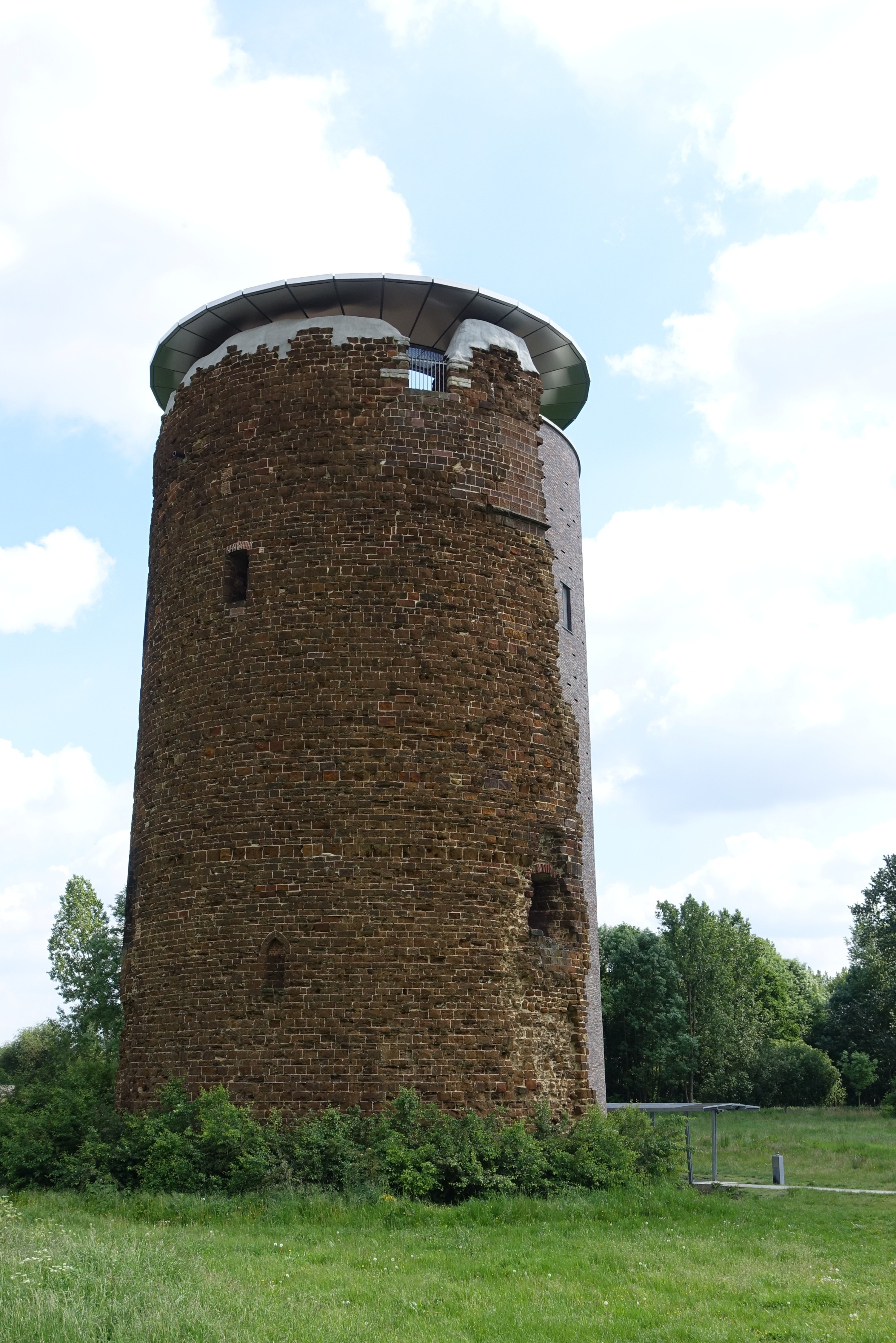
De Maagdentoren na restauratie

De Maagdentoren in Zichem is een donjon, een versterkte toren uit de 14e eeuw van 26 meter hoog, met een doormeter van 15 meter en met muren van meer dan 4 meter dik.
Willem II van Gulik verkocht in 1358 Zichem aan Reinoud I van Schoonvorst. Daarbij hoorde de waterburcht van Zichem. De zoon, Reinoud II van Schoonvorst liet omstreeks 1383 op het kasteeldomein de versterkte toren bouwen. Voor de buitengevel van de Maagdentoren werd bruine ijzerzandsteen uit de streek gebruikt. Voor de rest werd er baksteen gebruikt. De muurdikte op de begane grond bedraagt 4,10 meter. Rond de toren was een slotgracht. De toren had vier verdiepingen met telkens één vertrek. De onderste verdieping was een kelderruimte. Op de eerste verdieping was een achthoekig ontvangstruimte met een kruisgewelf met het wapenschild van Reinoud II. De toegang tot de toren was op die eerste verdieping, bereikbaar via een ophaalbrug. Op de tweede verdieping was een woonvertrek. Daarboven op niveau vier was een slaapruimte. Op het dak was er een verdedigingsplatform en uitkijkpost over de streek. Bij de restauratie van de toren werd er bovenop opnieuw een platform aangebracht waardoor de Maagdentoren tegenwoordig voor bezoekers weer een plaats is met uitzicht over de streek.
De toren wordt ook Markentoren, Lanteerntoren of Vat van Zichem genoemd. De functie die de toren had, is tot op heden niet duidelijk. Hij was gebouwd als versterkte woontoren met alle voorzieningen als haarden, latrine, lampnissen, verluchtings- en verlichtingsgaten, maar zou nooit bewoond zijn. Was hij eerder bedoeld als verdedigingsbouwwerk of louter als een prestigemonument? 
Er bestaat ook een legende over de functie van de toren. Die legende luidt dat een rijke Renier II van Schoonvorst de toren liet bouwen om er zijn dochter in op te sluiten, zodat deze niet met een simpele landbouwer zou trouwen. Net daarom is volgens de legende de toren in het midden van de Demer gebouwd, zodat de dochter niet kon vluchten. De dochter zou in de toren geen gezelschap gehad hebben, tenzij een enkele zuster die eten kwam brengen. Uiteindelijk gooide ze zich uit verdriet en eenzaamheid van de toren en kwam zo te sterven. De naam Maagdentoren verwijst naar deze eigenlijk onwaarschijnlijke legende, aangezien de dochter maagd moest blijven totdat ze met een rijke heer getrouwd was. Een studie uit 1969 spreekt de legende tegen en wijst op het feit dat de toren een verdedigingstoren zou zijn geweest. De naam Markentoren (mark=grens) verwijst hiernaar.
In 1578 viel de stad Zichem tijdens de Tachtigjarige Oorlog. De waterburcht raakte verwoest en de Maagdentoren werd zwaar beschadigd door de Spaanse kanonnen.  Hij verloor onder meer zijn ophaalbrug, de bovenste verdieping en de kleine torentjes aan de flanken. De heer ging zich niet vestigen in de Maagdentoren maar liet op de plaats van de verwoeste waterburcht een boerderij bouwen, die later uitgebouwd werd tot het Oranjekasteel.
De Maagdentoren werd een gevangenis en later een koeienstal. In de 19de eeuw was de Maagdentoren niet meer dan een romantische ruïne in het park van het Oranjekasteel.
In 1859 werd de Maagdentoren verkocht aan de Belgische staat. In 1863 vond een eerste restauratie plaats. In 1905 sloeg een blikseminslag een gat in de toren dat door een aantal Zichemnaars op eigen initiatief werd gedicht, in afwachting van een definitieve restauratie. In 1962 werd de toren beschermd als monument. In 2006 resulteerde decennialange verwaarlozing in een instorting van een vierde van de toren. Toen werden de eerste stabiliteitswerken uitgevoerd en begon de restauratie. Een moderne gevel vervangt het ingestorte gedeelte en versterkt het geheel. In dat nieuwe gedeelte zit een trap naar een uitkijkplatform of de hoogste verdieping. De restauratie was klaar in september 2015.

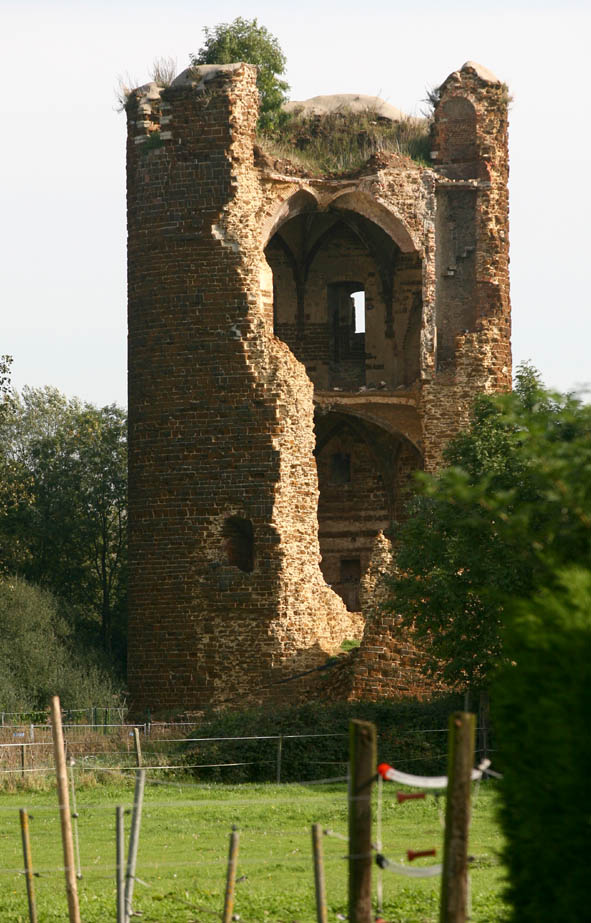
De toren in 2006
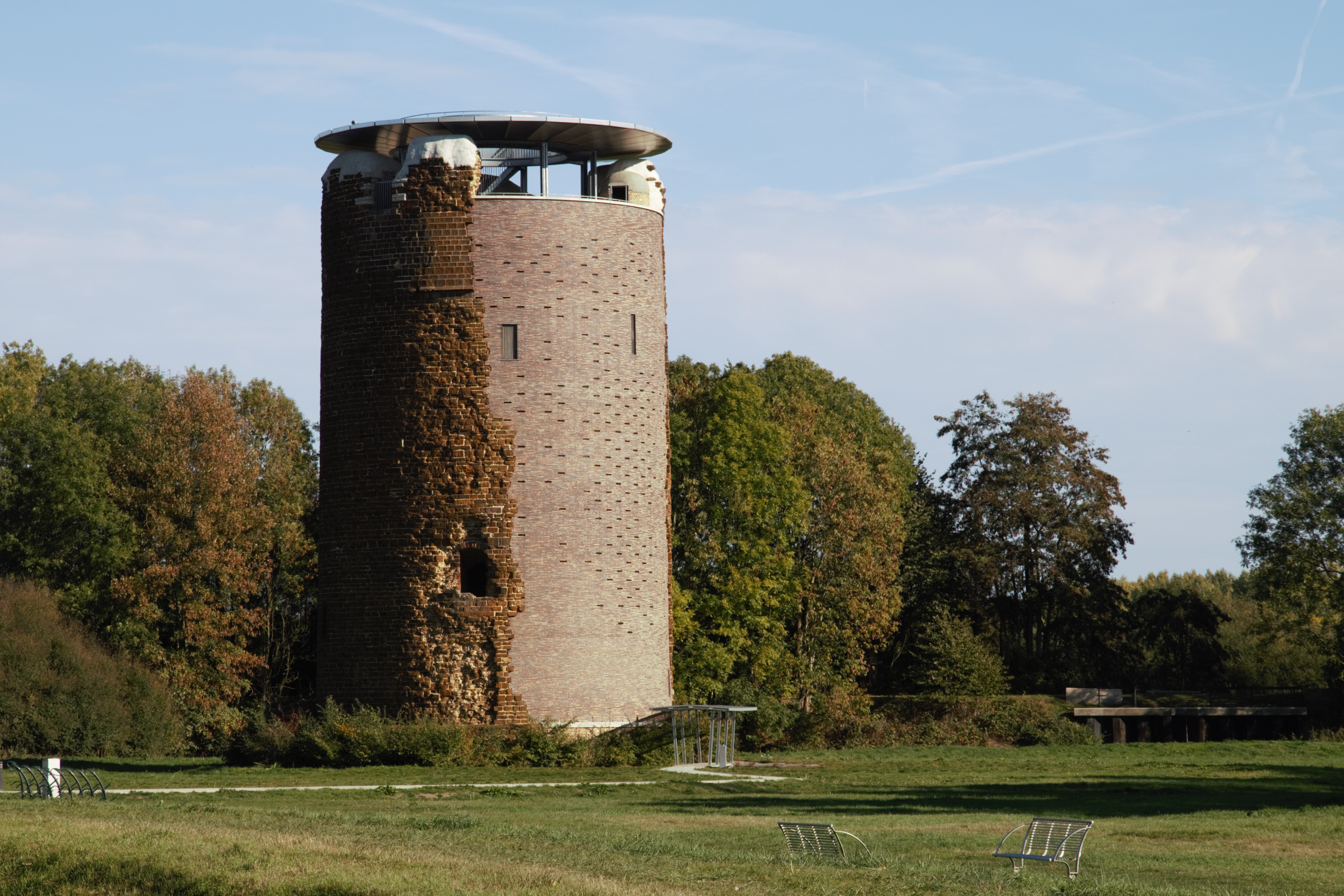
Nieuw gedeelte met trap
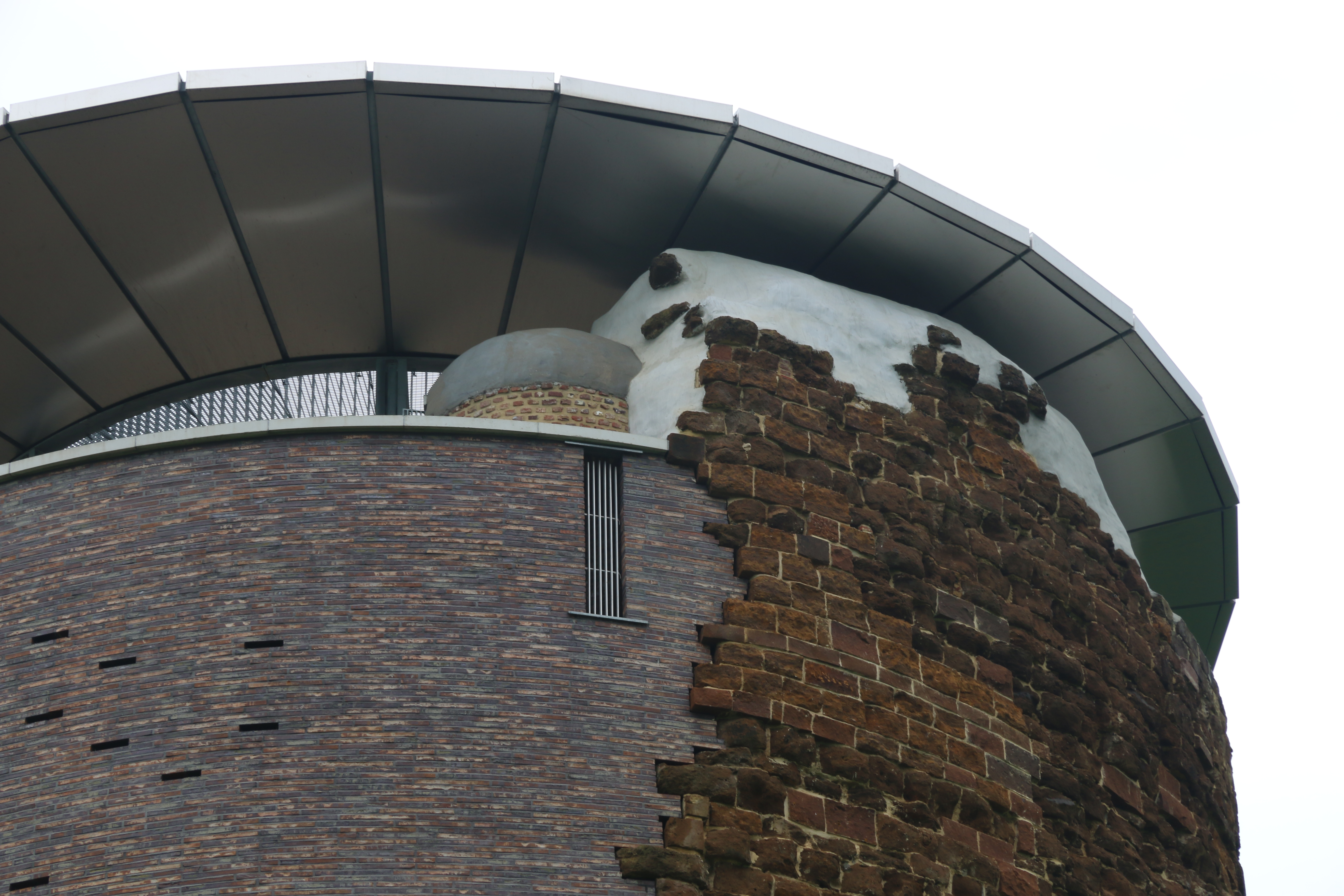
Oud en nieuw
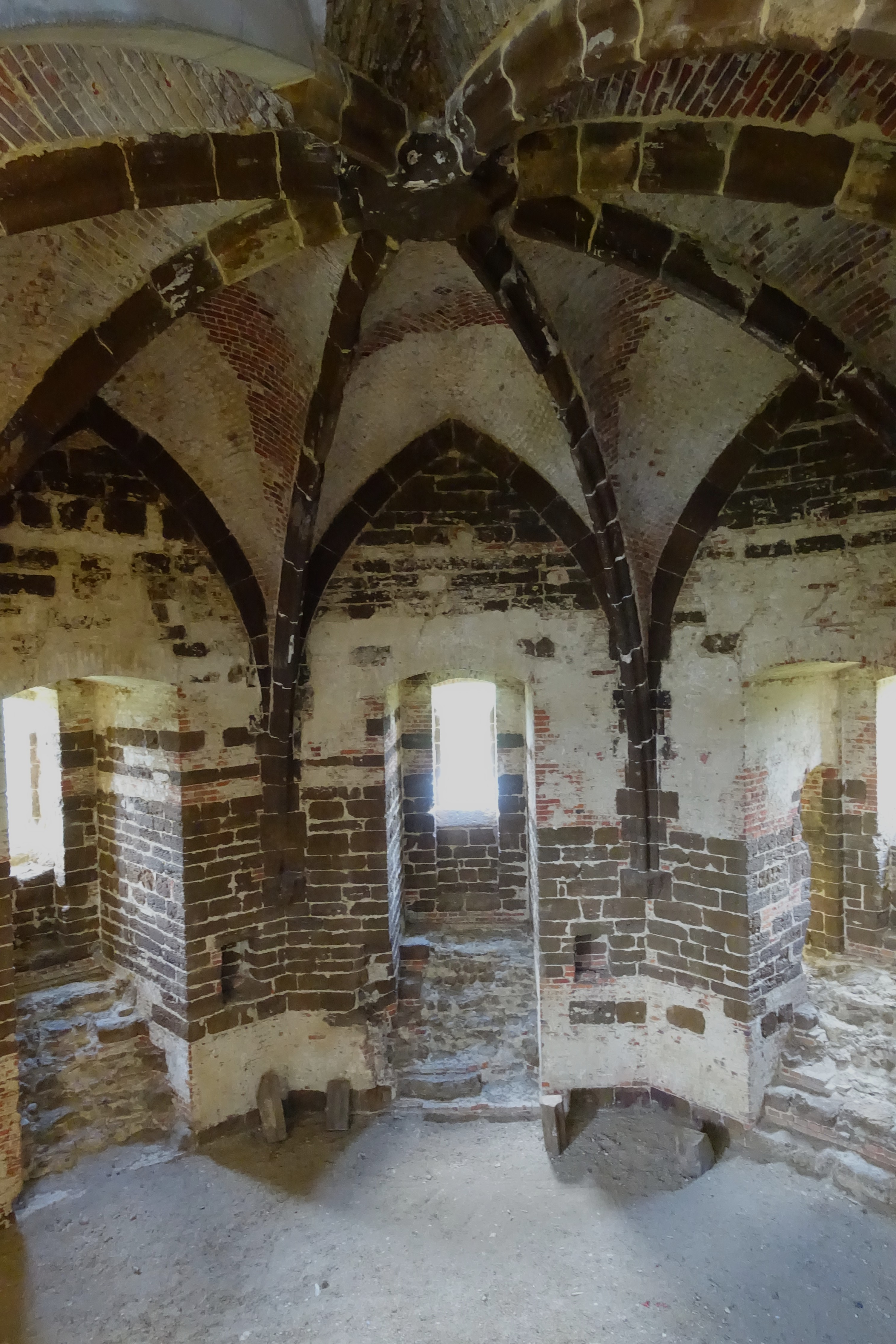
Kruisribgewelf op niveau 4